# 구루민
《구루민》(일본어: ぐるみん)은 팔콤에서 2004년에 발매한 액션 롤플레잉 게임 게임이다. 대한민국에서는 2005년에 정식 발매되었다.
3D로 만들어졌고, 팔콤 게임으로는 처음으로 성우를 기용하였다.

## 등장인물

### 티스 거리의 사람들
파린 (PARIN) (게임 시작할 때 이름 변경 가능)
게임의 주인공으로, 12살의 여자 아이이다.
하이퍼보릭 (HYPERBOLIC)
파린의 할아버지. 티스의 촌장이다. 건망증이 심하다.
디스크 (DISK)
디스카운트 숍에서 물건을 파는 오빠.
프랜 (PLAN)
소문을 좋아하는 아줌마.
팬 (FAN)
케이크 가게의 점원.
실린더 (SYLINDER)
광산에서 일하지만, 자주 거리에서 발견되는 아저씨. 케이크 가게의 팬에게 관심이 있다.

### 도깨비집의 동료들
피노 (PINO)
파린을 ‘언니’라고 부르며 쫓아다니는 도깨비.
푸쿠 (PUKU)
피노의 오빠. 항상 침착하며, 파린의 조언자이다.
포코 (POKO)
춤을 아주 좋아하는 도깨비.
 피에르 (PIERRE)
품위 있는 젠틀맨을 목표로 하는 도깨비.
이와오 (IWAO)
몸집은 크지만, 어딘가 믿음직스럽지 못한 암석 도깨비.
처키 (CHUKY)
괴수와 같은 모습의 도깨비. 빨리 어른이 되고 싶다고 생각하고 있다.

## 평가
| 평론 점수 평론사 점수 PC PSP 디스트럭토이드 9/10 [ 2 ] N/A 유로게이머 N/A 7/10 [ 3 ] 패미츠 N/A 31/40 [ 4 ] 게임 인포머 N/A 7/10 [ 5 ] 게임프로 N/A 3.75/5 [ 6 ] 게임스팟 N/A 8/10 [ 7 ] 게임스파이 N/A [ 8 ] 게임존 N/A 8.5/10 [ 9 ] IGN N/A 8/10 [ 10 ] PSM N/A 8/10 [ 11 ] The New York Times N/A (favorable) [ 12 ] 통합 점수 메타크리틱 87/100 [ 13 ] 78/100 [ 14 ] |        |             |
| 평론 점수 |        |             |
| 평론사 | 점수   | 점수        |
| 평론사 | PC     | PSP         |
| 디스트럭토이드 | 9/10   | N/A         |
| 유로게이머 | N/A    | 7/10        |
| 패미츠 | N/A    | 31/40       |
| 게임 인포머 | N/A    | 7/10        |
| 게임프로 | N/A    | 3.75/5      |
| 게임스팟 | N/A    | 8/10        |
| 게임스파이 | N/A    | [ 8 ]       |
| 게임존 | N/A    | 8.5/10      |
| IGN | N/A    | 8/10        |
| PSM | N/A    | 8/10        |
| The New York Times | N/A    | (favorable) |
| 통합 점수 |        |             |
| 메타크리틱 | 87/100 | 78/100      |